# تركيز على التوحد وإعاقات النمو الأخرى (مجلة)
مجلة تركيز على التوحد وإعاقات النمو الأخرى (بالإنجليزية: Focus on Autism and Other Developmental Disabilities)‏ هي مجلة أكاديمية مُحكمة تغطي مجال التربية الخاصة وصعوبات التعلم. ورؤساء تحريرها هما أليسا ك.لوري (جامعة جنوب ميسيسيبي) وكيفن إم أيريس (جامعة جورجيا). تأسست المجلة في 1986 وتنشرها سيج للنشر بالاشتراك مع معهد هاميل للإعاقة (بالإنجليزية: Hammill Institute on Disabilities)‏.

## المستخلصات والفهرسة
تُلخص المجلة وتُفهرس في قاعدة بيانات سكوبس ومؤشر الاستشهادات في العلوم الاجتماعية [الإنجليزية]. وفقًا لتقارير الاستشهاد بالمجلات الأكاديمية، فإن عامل التأثير لعام 2017 هو 0.959، مما يجعلها في المرتبة 29 من أصل 40 مجلة في فئة "التعليم، خاص"، في المرتبة 51 من أصل 69 مجلة في فئة "إعادة التأهيل"، و65. من 73 مجلة في فئة علم النفس التنموي.